# Büyük Menderes
El Büyük Menderes ('Gran Menderes'), clàssic [Meandre (Meandros o Miandros), és un riu de Turquia amb 529 km de llarg i 25.000 km² de conca. Neix a l'altiplà d'Anatòlia, prop de Dinar (antiga Apamea). Rep diversos afluents com el Kufi Çayi, el Banaz Çayi i el Çuruk Su (antic Licos, grec Lykos). Passa per les ruïnes de Magnèsia del Meandre i desguassa a la mar Egea, a uns 10 km al sud de Balat, l'antiga Milet (medieval Palatia). Els seus sediments han fer avançar la costa considerablement (uns quants metres cada any).

## Història
El Meandre fou un important riu de l'Àsia Menor que naixia a Frígia prop de Celaenae (en un palau dels reis perses) i desguassava a la mar Egea, a Cària. Les fonts dels Marsyas eren properes i els dos naixien a la muntanya Aulocrene. Els principals afluents en foren els Orgyas, Marsyas, Cludros, Lethaeus i Gaeson, al nord, i l'Obrimas, Licos (Lykos), Harpasos i un altre Marsyas al sud.
Milet era un port el 500 aC i al segle següent ja era una ciutat interior. L'emir de Mendeixia, a l'inici del segle xiv, feia servir Balad per a les seves expedicions, ja que s'hi podia arribar en petites embarcacions remuntant el riu, però aviat va veure més profit en el comerç i va signar un tractat amb Venècia el 1355 per poder obrir un consolat a Balat. Aquesta localitat encara tenia un comerç apreciable el 1671/1672 quan la va visitar Evliya Çelebi, però el continuat enfangament de l'estuari va obligar a abandonar el comerç i la localitat en benefici d'Esmirna. La primera via fèrria de Turquia, el 1857, anava d'Esmirna a Aydın a la riba del riu Büyük Menderes. Avui, mercès a obres d'irrigació al riu i a l'afluent com el Kemer Baraji i d'altres, és una de les zones amb major densitat de població de Turquia.

## Astarpa
El riu Astarpa, que possiblement és el mateix, fou l'escenari de la principal batalla entre l'Imperi hitita i el Regne d'Arzawa. El rei d'aquest país, Uhha-Ziti, ferit per la caiguda d'un meteorit al seu palau d'Apasa (Efes), va enviar contra els hitites el seu exèrcit sota el comandament del seu fill Piyama-Kurunta; els dos exèrcits es van trobar al riu, prop de la ciutat de Walma; els arzawans foren derrotats i es van retornar en desordre cap a Apasa perseguits pels hitites. El rei va pujar en un vaixell i va fugir de la ciutat; el seu fill Piyama-Kurunta va fugir amb vaixell cap a Ahhiyawa i no se sap si anava amb el mateix vaixell que el pare, mentre d'altres es refugiaven a Puranda i un altre grup es va fer fort a Arinnanda, una muntanya situada en alguna illa enfront d'Apasa (Efes), on es van fer forts els opositors a la conquesta d'Arzawa i foren derrotats poc després. Mursilis II, el vencedor, fou el primer rei que va conquerir permanentment una ciutat de la costa de la mar Egea. La batalla es va lliurar en una data incerta, que se situa entre 1325 i 1315 aC, al quart any de regnat de Mursilis II.